# Asm.js
asm.js یک زبان برنامه‌نویسی میانی شامل زیرمجموعهٔ سخت‌گیرانه‌ای از زبان جاوااسکریپت است. asm.js بهبود کارایی چشم‌گیری را برای برنامه‌های وبی که با زبان‌های استاتیک‌تایپ و دارای مدیریت حافظهٔ دستی (مانند سی) نوشته و سپس با مترجم مبدا به مبدا به جاوااسکریپت تبدیل می‌شوند فراهم می‌کند.